# Monastère Sainte-Catherine de Tallinn
Le Monastère dominicain (estonien : Dominiiklaste klooster)  ou Monastère Sainte-Catherine (estonien : Püha Katariina klooster) est un musée situé dans un ancien monastère dans le quartier Vanalinn à Tallinn en Estonie.

## Histoire
Un monastère dominicain était construit à cet endroit depuis au moins 1246. 
Le site, entre les rues Vene et Müürivahe actuelles, a été choisi avec soin afin de faciliter à la fois la possibilité pour les frères  dominicains de prêcher devant un large public et de convenir à leur intérêts commerciaux, car ils sont connus pour avoir fait du commerce de poisson. 
Le monastère avait également une brasserie, produisant quatre types de bière. Tout au long du Moyen Âge, le monastère était réputé pour son érudition.
En 1524, durant de la réforme protestante, le monastère sera détruit. 
Il ne reste que des fragments du complexe d'origine. 
Des parties ont été incorporées dans la cathédrale catholique romaine Saint-Pierre et Saint-Paul, et d'autres parties, y compris un portail finement sculpté, sont visibles dans le passage Sainte-Catherine reliant les rues Vene tänav et Müürivahe tänav.